# Beautiful Trauma World Tour
De Beautiful Trauma World Tour was de zevende concerttournee van de Amerikaanse zangeres Pink, ter promotie van haar zevende studioalbum, Beautiful Trauma (2017) en haar achtste studioalbum Hurts 2B Human (2019) voor de shows in 2019. De tournee ging van start op 1 maart 2018 in Phoenix, Arizona, in de Talking Stick Resort Arena en eindigde op 2 november 2019 in Austin, Texas, op het Circuit of the Americas. Het werd de op één na meest winstgevende tournee aller tijden door een vrouwelijke soloartiest, de meest winstgevende tournee van de jaren 2010 door een vrouwelijke artiest en de op tien na meest winstgevende tournee aller tijden, met een opbrengst van $ 397,3 miljoen en meer dan 3 miljoen verkochte tickets. Eerst werd op 13 oktober 2017 de Amerikaanse tournee aangekondigd. Daarna de tournee in Oceanië. Die zou origineel 17 shows hebben in Australië en Nieuw-Zeeland. Echter werd door de constante hoge vraag dit getal opgekrikt tot 42 shows. Op 16 oktober 2018 kondigde de zangeres de Europese data aan. Voor het eerst zou ze in stadia gaan zingen. Ook zong de zangeres met deze tournee voor het eerst in Zuid-Amerika, met een show op Rock in Rio. 

## Setlist
Deze setlist is afkomstig van het concert van 9 maart 2018 in Chicago. Gedurende de tournee wijzigde de setlist.
1. "Get the Party Started"
2. "Beautiful Trauma"
3. "Just Like a Pill"
4. "Who Knew"
5. "Revenge"
6. "Funhouse" / "Just a Girl"
7. "Smells Like Teen Spirit"
8. "Secrets"
9. "Try"
10. "Just Give Me a Reason"
11. "I'm Not Dead"
12. "Just like Fire"
13. "What About Us"
14. "For Now"
15. "Barbies"
16. "I Am Here"
17. " Fuckin' Perfect"
18. "Raise Your Glass"
19. "Blow Me (One Last Kiss)"

Encore
1. "So What"
2. "Glitter in the Air"

## Tour dates
| Datum (2018) | Stad             | Land             | Arena                         | Opening acts        |
| ------------ | ---------------- | ---------------- | ----------------------------- | ------------------- |
| 1 maart      | Phoenix          | Verenigde Staten | Talking Stick Resort Arena    | KidCutUp            |
| 3 maart      | Wichita          | Verenigde Staten | Intrust Bank Arena            | KidCutUp            |
| 5 maart      | Tulsa            | Verenigde Staten | BOK Center                    | KidCutUp            |
| 6 maart      | Lincoln          | Verenigde Staten | Pinnacle Bank Arena           | KidCutUp            |
| 9 maart      | Chicago          | Verenigde Staten | United Center                 | KidCutUp            |
| 10 maart     | Chicago          | Verenigde Staten | United Center                 | KidCutUp            |
| 12 maart     | Saint Paul       | Verenigde Staten | Xcel Energy Center            | KidCutUp            |
| 14 maart     | St. Louis        | Verenigde Staten | Scottrade Center              | KidCutUp            |
| 15 maart     | Kansas City      | Verenigde Staten | Sprint Center                 | KidCutUp            |
| 17 maart     | Indianapolis     | Verenigde Staten | Bankers Life Fieldhouse       | KidCutUp            |
| 18 maart     | Grand Rapids     | Verenigde Staten | Van Andel Arena               | KidCutUp            |
| 20 maart     | Toronto          | Canada           | Air Canada Centre             | KidCutUp Bleachers  |
| 21 maart     | Toronto          | Canada           | Air Canada Centre             | KidCutUp Bleachers  |
| 27 maart     | Louisville       | Verenigde Staten | KFC Yum! Center               | KidCutUp Bleachers  |
| 28 maart     | Cleveland        | Verenigde Staten | Quicken Loans Arena           | KidCutUp Bleachers  |
| 4 april      | New York         | Verenigde Staten | Madison Square Garden         | KidCutUp Bleachers  |
| 5 april      | New York         | Verenigde Staten | Madison Square Garden         | KidCutUp Bleachers  |
| 7 april      | Pittsburgh       | Verenigde Staten | PPG Paints Arena              | KidCutUp Bleachers  |
| 9 april      | Boston           | Verenigde Staten | TD Garden                     | KidCutUp Bleachers  |
| 10 april     | Boston           | Verenigde Staten | TD Garden                     | KidCutUp Bleachers  |
| 13 april     | Philadelphia     | Verenigde Staten | Wells Fargo Center            | KidCutUp            |
| 14 april     | Newark           | Verenigde Staten | Prudential Center             | KidCutUp            |
| 16 april     | Washington, D.C. | Verenigde Staten | Capital One Arena             | KidCutUp Bleachers  |
| 17 april     | Washington, D.C. | Verenigde Staten | Capital One Arena             | KidCutUp Bleachers  |
| 19 april     | Charlottesville  | Verenigde Staten | John Paul Jones Arena         | KidCutUp            |
| 21 april     | Atlanta          | Verenigde Staten | Philips Arena                 | KidCutUp            |
| 24 april     | Orlando          | Verenigde Staten | Amway Center                  | KidCutUp            |
| 25 april     | Sunrise          | Verenigde Staten | BB&T Center                   | KidCutUp            |
| 27 april     | Houston          | Verenigde Staten | Toyota Center                 | KidCutUp            |
| 28 april     | Houston          | Verenigde Staten | Toyota Center                 | KidCutUp            |
| May 1        | Dallas           | Verenigde Staten | American Airlines Center      |                     |
| 2 mei        | Dallas           | Verenigde Staten | American Airlines Center      |                     |
| 8 mei        | Denver           | Verenigde Staten | Pepsi Center                  | KidCutUp            |
| 9 mei        | Salt Lake City   | Verenigde Staten | Vivint Smart Home Arena       | KidCutUp            |
| 12 mei       | Vancouver        | Canada           | Rogers Arena                  | KidCutUp            |
| 13 mei       | Seattle          | Verenigde Staten | KeyArena                      | KidCutUp            |
| 15 mei       | Portland         | Verenigde Staten | Moda Center                   | KidCutUp            |
| 18 mei       | Oakland          | Verenigde Staten | Oracle Arena                  | KidCutUp            |
| 19 mei       | Oakland          | Verenigde Staten | Oracle Arena                  | KidCutUp            |
| 22 mei       | Fresno           | Verenigde Staten | Save Mart Center              | KidCutUp            |
| 23 mei       | Ontario          | Verenigde Staten | Citizens Business Bank Arena  | KidCutUp            |
| 25 mei       | Anaheim          | Verenigde Staten | Honda Center                  | KidCutUp            |
| 26 mei       | Las Vegas        | Verenigde Staten | T-Mobile Arena                | KidCutUp            |
| 28 mei       | San Diego        | Verenigde Staten | Valley View Casino Center     | KidCutUp            |
| 31 mei       | Los Angeles      | Verenigde Staten | Staples Center                | KidCutUp            |
| 1 juni       | Inglewood        | Verenigde Staten | The Forum                     | KidCutUp            |
| 3 juli       | Perth            | Australië        | RAC Arena                     | The Rubens KidCutUp |
| 4 juli       | Perth            | Australië        | RAC Arena                     | The Rubens KidCutUp |
| 6 juli       | Perth            | Australië        | RAC Arena                     | The Rubens KidCutUp |
| 7 juli       | Perth            | Australië        | RAC Arena                     | The Rubens KidCutUp |
| 10 juli      | Adelaide         | Australië        | Entertainment Centre Arena    | The Rubens KidCutUp |
| 11 juli      | Adelaide         | Australië        | Entertainment Centre Arena    | The Rubens KidCutUp |
| 13 juli      | Adelaide         | Australië        | Entertainment Centre Arena    | The Rubens KidCutUp |
| 14 juli      | Adelaide         | Australië        | Entertainment Centre Arena    | The Rubens KidCutUp |
| 16 juli      | Melbourne        | Australië        | Rod Laver Arena               | The Rubens KidCutUp |
| 17 juli      | Melbourne        | Australië        | Rod Laver Arena               | The Rubens KidCutUp |
| 19 juli      | Melbourne        | Australië        | Rod Laver Arena               | The Rubens KidCutUp |
| 20 juli      | Melbourne        | Australië        | Rod Laver Arena               | The Rubens KidCutUp |
| 22 juli      | Melbourne        | Australië        | Rod Laver Arena               | The Rubens KidCutUp |
| 23 juli      | Melbourne        | Australië        | Rod Laver Arena               | The Rubens KidCutUp |
| 25 juli      | Melbourne        | Australië        | Rod Laver Arena               | The Rubens KidCutUp |
| 27 juli      | Melbourne        | Australië        | Rod Laver Arena               | The Rubens KidCutUp |
| 28 juli      | Melbourne        | Australië        | Rod Laver Arena               | The Rubens KidCutUp |
| 4 augustus   | Sydney           | Australië        | Qudos Bank Arena              | The Rubens KidCutUp |
| 11 augustus  | Sydney           | Australië        | Qudos Bank Arena              | The Rubens KidCutUp |
| 12 augustus  | Sydney           | Australië        | Qudos Bank Arena              | The Rubens KidCutUp |
| 14 augustus  | Brisbane         | Australië        | Brisbane Entertainment Centre | The Rubens KidCutUp |
| 15 augustus  | Brisbane         | Australië        | Brisbane Entertainment Centre | The Rubens KidCutUp |
| 17 augustus  | Brisbane         | Australië        | Brisbane Entertainment Centre | The Rubens KidCutUp |
| 18 augustus  | Brisbane         | Australië        | Brisbane Entertainment Centre | The Rubens KidCutUp |
| 20 augustus  | Brisbane         | Australië        | Brisbane Entertainment Centre | The Rubens KidCutUp |
| 21 augustus  | Brisbane         | Australië        | Brisbane Entertainment Centre | The Rubens KidCutUp |
| 22 augustus  | Brisbane         | Australië        | Brisbane Entertainment Centre | The Rubens KidCutUp |
| 24 augustus  | Sydney           | Australië        | Qudos Bank Arena              | The Rubens KidCutUp |
| 25 augustus  | Sydney           | Australië        | Qudos Bank Arena              | The Rubens KidCutUp |
| 26 augustus  | Sydney           | Australië        | Qudos Bank Arena              | The Rubens KidCutUp |
| 28 augustus  | Melbourne        | Australië        | Rod Laver Arena               | The Rubens KidCutUp |
| 29 augustus  | Melbourne        | Australië        | Rod Laver Arena               | The Rubens KidCutUp |
| 1 september  | Dunedin          | Nieuw-Zeeland    | Forsyth Barr Stadium          | The Rubens KidCutUp |
| 4 september  | Auckland         | Nieuw-Zeeland    | Spark Arena                   | The Rubens KidCutUp |
| 5 september  | Auckland         | Nieuw-Zeeland    | Spark Arena                   | The Rubens KidCutUp |
| 7 september  | Auckland         | Nieuw-Zeeland    | Spark Arena                   | The Rubens KidCutUp |
| 8 september  | Auckland         | Nieuw-Zeeland    | Spark Arena                   | The Rubens KidCutUp |
| 10 september | Auckland         | Nieuw-Zeeland    | Spark Arena                   | The Rubens KidCutUp |
| 11 september | Auckland         | Nieuw-Zeeland    | Spark Arena                   | The Rubens KidCutUp |
| 17 september | Sydney           | Australië        | Qudos Bank Arena              | The Rubens KidCutUp |
| 18 september | Sydney           | Australië        | Qudos Bank Arena              | The Rubens KidCutUp |
| 19 september | Sydney           | Australië        | Qudos Bank Arena              | The Rubens KidCutUp |

| Datum (2019) | Stad              | Land                | Arena                             | Opening acts                       |
| ------------ | ----------------- | ------------------- | --------------------------------- | ---------------------------------- |
| 1 maart      | Sunrise           | Verenigde Staten    | BB&T Center                       | Julia Michaels KidCutUp            |
| 3 maart      | Tampa             | Verenigde Staten    | Amalie Arena                      | Julia Michaels KidCutUp            |
| 5 maart      | Jacksonville      | Verenigde Staten    | VyStar Veterans Memorial Arena    | Julia Michaels KidCutUp            |
| 7 maart      | Columbia          | Verenigde Staten    | Colonial Life Arena               | Julia Michaels KidCutUp            |
| 9 maart      | Charlotte         | Verenigde Staten    | Spectrum Center                   | Julia Michaels KidCutUp            |
| 10 maart     | Nashville         | Verenigde Staten    | Bridgestone Arena                 | Julia Michaels KidCutUp            |
| 12 maart     | Atlanta           | Verenigde Staten    | State Farm Arena                  | Julia Michaels KidCutUp            |
| 14 maart     | Birmingham        | Verenigde Staten    | Legacy Arena                      | Julia Michaels KidCutUp            |
| 16 maart     | Bossier City      | Verenigde Staten    | CenturyLink Center                | Julia Michaels KidCutUp            |
| 17 maart     | New Orleans       | Verenigde Staten    | Smoothie King Center              | Julia Michaels KidCutUp            |
| 19 maart     | Houston           | Verenigde Staten    | Toyota Center                     | Julia Michaels KidCutUp            |
| 21 maart     | San Antonio       | Verenigde Staten    | AT&T Center                       | Julia Michaels KidCutUp            |
| 23 maart     | Oklahoma City     | Verenigde Staten    | Chesapeake Energy Arena           | Julia Michaels KidCutUp            |
| 24 maart     | Dallas            | Verenigde Staten    | American Airlines Center          | Julia Michaels KidCutUp            |
| 30 maart     | Glendale          | Verenigde Staten    | Gila River Arena                  | Julia Michaels KidCutUp            |
| 1 april      | Denver            | Verenigde Staten    | Pepsi Center                      | Julia Michaels KidCutUp            |
| 3 april      | Salt Lake City    | Verenigde Staten    | Vivint Smart Home Arena           | Julia Michaels KidCutUp            |
| 5 april      | Vancouver         | Canada              | Rogers Arena                      | Julia Michaels KidCutUp            |
| 6 april      | Vancouver         | Canada              | Rogers Arena                      | Julia Michaels KidCutUp            |
| 8 april      | Portland          | Verenigde Staten    | Moda Center                       | Julia Michaels KidCutUp            |
| 10 april     | Sacramento        | Verenigde Staten    | Golden 1 Center                   | Julia Michaels KidCutUp            |
| 12 april     | Las Vegas         | Verenigde Staten    | T-Mobile Arena                    | Julia Michaels KidCutUp            |
| 13 april     | Anaheim           | Verenigde Staten    | Honda Center                      | Julia Michaels KidCutUp            |
| 15 april     | Los Angeles       | Verenigde Staten    | Staples Center                    | Julia Michaels KidCutUp            |
| 17 april     | San Jose          | Verenigde Staten    | SAP Center                        | Julia Michaels KidCutUp            |
| 19 april     | Inglewood         | Verenigde Staten    | The Forum                         | Julia Michaels KidCutUp            |
| 26 april     | Detroit           | Verenigde Staten    | Little Caesars Arena              | Julia Michaels KidCutUp            |
| 27 april     | Detroit           | Verenigde Staten    | Little Caesars Arena              | Julia Michaels KidCutUp            |
| 30 april     | Indianapolis      | Verenigde Staten    | Bankers Life Fieldhouse           | Julia Michaels KidCutUp            |
| 2 mei        | Milwaukee         | Verenigde Staten    | Fiserv Forum                      | Julia Michaels KidCutUp            |
| 4 mei        | Fargo             | Verenigde Staten    | Fargodome                         | Julia Michaels KidCutUp            |
| 5 mei        | Saint Paul        | Verenigde Staten    | Xcel Energy Center                | Julia Michaels KidCutUp            |
| 7 mei        | Omaha             | Verenigde Staten    | CHI Health Center Omaha           | Julia Michaels KidCutUp            |
| 9 mei        | Lexington         | Verenigde Staten    | Rupp Arena                        | Julia Michaels KidCutUp            |
| 11 mei       | Columbus          | Verenigde Staten    | Schottenstein Center              | Julia Michaels KidCutUp            |
| 17 mei       | Montreal          | Canada              | Bell Centre                       | Julia Michaels KidCutUp            |
| 18 mei       | Montreal          | Canada              | Bell Centre                       | Julia Michaels KidCutUp            |
| 21 mei       | New York          | Verenigde Staten    | Madison Square Garden             | Julia Michaels KidCutUp            |
| 22 mei       | New York          | Verenigde Staten    | Madison Square Garden             | Julia Michaels KidCutUp            |
| 16 juni      | Amsterdam         | Nederland           | Johan Cruyff Arena                | Vance Joy Bang Bang Romeo KidCutUp |
| 18 juni      | Dublin            | Ierland             | RDS Arena                         | Vance Joy Bang Bang Romeo KidCutUp |
| 20 juni      | Cardiff           | Verenigd Koninkrijk | Principality Stadium              | Vance Joy Bang Bang Romeo KidCutUp |
| 22 juni      | Glasgow           | Verenigd Koninkrijk | Hampden Park                      | Vance Joy Bang Bang Romeo KidCutUp |
| 23 juni      | Glasgow           | Verenigd Koninkrijk | Hampden Park                      | Vance Joy Bang Bang Romeo KidCutUp |
| 25 juni      | Liverpool         | Verenigd Koninkrijk | Anfield Stadion                   | Vance Joy Bang Bang Romeo KidCutUp |
| 27 juni      | Werchter          | België              | Rock Werchter                     |                                    |
| 29 juni      | Londen            | Verenigd Koninkrijk | Wembley Stadium                   | Vance Joy Bang Bang Romeo KidCutUp |
| 30 juni      | Londen            | Verenigd Koninkrijk | Wembley Stadium                   | Vance Joy Bang Bang Romeo KidCutUp |
| 3 juli       | Nanterre          | Frankrijk           | Paris La Défense Arena            | Vance Joy Bang Bang Romeo KidCutUp |
| 5 juli       | Keulen            | Duitsland           | RheinEnergieStadion               | Vance Joy Bang Bang Romeo KidCutUp |
| 6 juli       | Keulen            | Duitsland           | RheinEnergieStadion               | Vance Joy Bang Bang Romeo KidCutUp |
| 8 juli       | Hamburg           | Duitsland           | Volksparkstadion                  | Vance Joy Bang Bang Romeo KidCutUp |
| 10 juli      | Stuttgart         | Duitsland           | Mercedes-Benz Arena               | Vance Joy Bang Bang Romeo KidCutUp |
| 12 juli      | Hannover          | Duitsland           | HDI-Arena                         | Vance Joy Bang Bang Romeo KidCutUp |
| 14 juli      | Berlijn           | Duitsland           | Olympiastadion                    | Vance Joy Bang Bang Romeo KidCutUp |
| 20 juli      | Warschau          | Polen               | PGE Narodowy                      | Vance Joy Bang Bang Romeo KidCutUp |
| 22 juli      | Frankfurt am Main | Duitsland           | Commerzbank-Arena                 | Vance Joy Bang Bang Romeo KidCutUp |
| 24 juli      | Wenen             | Oostenrijk          | Ernst-Happel-Stadion              | Vance Joy Bang Bang Romeo KidCutUp |
| 26 juli      | München           | Duitsland           | Olympiastadion                    | Vance Joy Bang Bang Romeo KidCutUp |
| 27 juli      | München           | Duitsland           | Olympiastadion                    | Vance Joy Bang Bang Romeo KidCutUp |
| 30 juli      | Zürich            | Zwitserland         | Letzigrund                        | Vance Joy KidCutUp                 |
| 3 augustus   | Stockholm         | Zweden              | Tele2 Arena                       | Vance Joy Bang Bang Romeo KidCutUp |
| 5 augustus   | Oslo              | Noorwegen           | Telenor Arena                     | Vance Joy Bang Bang Romeo KidCutUp |
| 7 augustus   | Horsens           | Denemarken          | CASA Arena Horsens                | Vance Joy Bang Bang Romeo KidCutUp |
| 9 augustus   | Gelsenkirchen     | Denemarken          | Veltins-Arena                     | Vance Joy Kassalla KidCutUp        |
| 11 augustus  | Den Haag          | Nederland           | Malieveld                         | Vance Joy Davina Michelle KidCutUp |
| 16 augustus  | Uniondale         | Verenigde Staten    | Nassau Veterans Memorial Coliseum | Wrabel KidCutUp                    |
| 18 augustus  | Toronto           | Canada              | Scotiabank Arena                  | Wrabel KidCutUp                    |
| 19 augustus  | Toronto           | Canada              | Scotiabank Arena                  | Wrabel KidCutUp                    |
| 5 oktober    | Rio de Janeiro    | Brazilië            | Rock in Rio                       |                                    |
| 2 november   | Austin            | Verenigde Staten    | Circuit of the Americas           |                                    |